# 십이사군의 난
십이사군의 난(十二使君의 亂, 베트남어: Loạn 12 Sứ Quân / 亂12使君?)은 응오 왕조의 마지막 왕인 '응오쓰엉반'(Ngô Xương Văn)의 사망 이후에 일어난 965년부터 967년에 걸친 내란이다. 응오 왕조의 공신이자 호안 쩌우의 자사인 딘꽁쯔(Đinh Công Trứ)의 적자인 딘보린(Đinh Bộ Lĩnh, 丁部領)에 의해서 반란은 평정되었고, 딘보린은 딘 왕조를 열게 된다.

## 12 장군
1. 응오녓카인(Ngô Nhật Khánh)은 당림(손 타이시)을 점거
2. 끼에우꽁한(Kiều Công Hãn)은 봉우리주(푸토 성)를 점거
3. 끼에우투언(Kiều Thuận)은 회호(푸토 성 캠 케이)를 점거
4. 응우옌코안(Nguyễn Khoan)은 3대(비후크성 빈 투 온)를 점거
5. 응우옌투띠엡(Nguyễn Thủ Tiệp)은 선유(바크닌성)를 점거
6. 응우옌시에우(Nguyễn Siêu)는 서부열(하노이시 타인치)을 점거
7. 레쿠에(Lý Khuê)는 초류(바크닌성 투 자기 인)를 점거
8. 라드엉(Lã Đường)은 호소에(훈이엔성 바잔)를 점거
9. 팜박호(Phạm Bạch Hổ)는 등주(藤州)(훙엔 성 킴돈)를 점거
10. 도까인탁(Đỗ Cảnh Thạc)은 두동강(하 타이성 쿠오크오아이)을 점거
11. 쩐람(Trần Lãm)은 타이빈 시 점거
12. 응오쓰엉씨(Ngô Xương Xí)은 평교(타인호아 성 치에우손)를 점거

이러한 상황 속에서, 호아르(華閭, 닌빈성)에 기반을 둔 이후에 딘 왕조를 세운 딘보린이 등장하였다.

## 평정
사군(장군) 쩐람과 동맹을 맺어, 범백호를 아군으로 만든 딘보린은 다른 사군들을 차례로 토벌하였다. 백성들의 지지를 얻어 연전연승했기 때문에 만승왕으로 존경받은 딘보린의 앞에 사군은 차례차례로 토벌되어 투항하였다. 967년에 베트남은 정부령에 의해 통일되었다.

## 그 후
968년에 딘보린은 황제로 즉위하여, 국명을 다이꼬비엣(大瞿越)으로 바꾸고 연호를 타이빈(Thái Bình)으로,  호아르에 도읍를 두었다. 그러나 딘보린은 즉위 후 14년 후인 979년 장자인 딘리엔(Đinh Liên)과 함께 도틱에게 암살되었다. 딘보린이 건국에 공을 많이 세웠던 딘리엔 대신 막내 아들인 항랑을 후계자로 임명하자, 딘리엔이 항랑을 암살했으나, 그도 부왕인 딘보린과 함께 암살을 당하였다. 그 후 딘보린의 둘째 아들 딘또안이 6살의 어린 나이에 신하들의 추대로 왕위에 오르자, 송나라가 침입을 하였고 그 사이 병권을 잡은 레호안이 왕권을 찬탈하고 레 왕조를 연다.